# Fim-fim-grande
Eufónia-de-barriga-laranja ou fim-fim-grande (Euphonia xanthogaster) é uma espécie de ave da família Fringillidae.
Pode ser encontrada nos seguintes países: Bolívia, Brasil, Colômbia, Equador, Guiana, Panamá, Peru e Venezuela.
Os seus habitats naturais são: florestas subtropicais ou tropicais húmidas de baixa altitude e regiões subtropicais ou tropicais húmidas de alta altitude.